# Chủ tịch Thượng viện Philippines
Chủ tịch Thượng viện Philippines (tiếng Filipino: Pangulo ng Senado ng Pilipinas) hoặc phổ biến hơn được gọi là Chủ tịch Thượng viện, là chủ toạ và đứng đầu chính thức cao nhất của Thượng viện Philippines và chính thức cao thứ ba và quyền lực nhất trong Chính quyền Philippines. Được bầu bởi toàn bộ viện để lãnh đạo. Chủ tịch Thượng viện hiện nay Đại hội thứ 17 là Aquilino Pimentel III, được bầu 25/7/2016.
Chủ tịch Thượng viện là người kế vị thứ hai cho chức Tổng thống, sau Phó Tổng thống Philippines và trước Nghị trưởng Viện Dân biểu Philippines.

## Bầu cử
Chủ tịch Thượng viện được bầu theo đa số các thành viên của Thượng viện; Có 24 thượng nghị sĩ, vì vậy chỉ cần 13 phiếu để giành chiến thắng, bao gồm bất kỳ ghế trống hoặc thượng nghị sĩ không tham dự phiên họp. Mặc dù Chủ tịch Thượng viện được bầu ra vào đầu mỗi Đại hội, đã có nhiều trường hợp các cuộc đảo chính Thượng viện, trong đó Chủ tịch Thượng viện bị hạ bệ ở giữa phiên họp.